# Club Baloncesto Estudiantes 2005-2006
Questa voce raccoglie le informazioni riguardanti il Club Baloncesto Estudiantes nelle competizioni ufficiali della stagione 2005-2006.

## Stagione
La stagione 2005-2006 del Club Baloncesto Estudiantes è la 50ª nel massimo campionato spagnolo di pallacanestro, la Liga ACB.
All'inizio della nuova stagione la Federazione decise di abolire la distinzione riguardo ai giocatori comunitari, estendendo la classificazione a tutti i Paesi appartenenti alla FIBA Europe.

## Roster
Aggiornato al 23 novembre 2021.
| Adecco Estudinates 2005-06 | Adecco Estudinates 2005-06 |
| Giocatori                  | Staff tecnico              |
| -------------------------- | -------------------------- |

| N. | Naz.                                     | Ruolo | Nome              | Anno | Alt.   | Peso   |  |
| -- | ---------------------------------------- | ----- | ----------------- | ---- | ------ | ------ |  |
| 8  | Spagna (bandiera)                        | GA    | Andrés Miso       | 1983 | 198 cm | 88 kg  |  |
| 9  | Spagna (bandiera)                        | C     | Antonio Bueno     | 1980 | 208 cm | 111 kg |  |
| 10 | Spagna (bandiera)                        | A     | Carlos Jiménez    | 1976 | 204 cm | 100 kg |  |
| 11 | Spagna (bandiera)                        | P     | Sergio Rodríguez  | 1986 | 191 cm | 80 kg  |  |
| 12 | Spagna (bandiera)                        | C     | Rafael Vidaurreta | 1977 | 206 cm | 117 kg |  |
| 13 | Spagna (bandiera)                        | P     | Nacho Azofra (C)  | 1969 | 185 cm | 83 kg  |  |
| 14 | Argentina (bandiera) · Italia (bandiera) | AP    | Hernán Jasen      | 1978 | 199 cm | 97 kg  |  |
| 15 | Spagna (bandiera)                        | AG    | Iker Iturbe       | 1976 | 198 cm | 101 kg |  |
| 18 | Spagna (bandiera)                        | A     | Javier Beirán     | 1987 | 200 cm | 86 kg  |  |
| 20 | Spagna (bandiera)                        | AG    | Adrián García     | 1985 | 200 cm |        |  |
| 20 | Bulgaria (bandiera) · Francia (bandiera) | AG    | Ilian Evtimov     | 1983 | 200 cm | 107 kg |  |
| 21 | Regno Unito (bandiera)                   | C     | Dan Clark         | 1988 | 206 cm | 105 kg |  |
| 22 | Spagna (bandiera)                        | G     | Javier Mendiburu  | 1980 | 197 cm | 99 kg  |  |
| 31 | Brasile (bandiera)                       | C     | Caio Torres       | 1987 | 211 cm | 120 kg |  |
| 45 | Stati Uniti (bandiera)                   | C     | Will McDonald     | 1979 | 208 cm | 120 kg |  |
| 51 | Spagna (bandiera)                        | AG    | Carlos Suárez     | 1986 | 203 cm | 104 kg |  |

| Allenatore                                                                                        |
| - Juan Antonio Orenga (fino al 13 gennaio) - Pedro Martínez (dal 13 gennaio)                      |
| Assistente/i                                                                                      |
| - Mariano De Pablos - Javier Carlos González Legenda - (C) Capitano - (IN) Inattivo - Infortunato |

## Mercato

### Sessione estiva
| Acquisti | Acquisti         | Acquisti          | Acquisti   | Acquisti |
| R.a      | Nome             | da                | Modalità   |          |
| -------- | ---------------- | ----------------- | ---------- | -------- |
| C        | Will McDonald    | Gran Canaria      | definitivo |          |
| C        | Antonio Bueno    | Real Madrid       | definitivo |          |
| G        | Javier Mendiburu | Green Bay Phoenix | definitivo |          |
| A        | Javier Beirán    | Real Madrid       | definitivo |          |

| Cessioni | Cessioni           | Cessioni   | Cessioni       | Cessioni |
| R.       | Nome               | a          | Modalità       |          |
| -------- | ------------------ | ---------- | -------------- | -------- |
| G        | Nikola Lončar      | Partizan   | fine contratto |          |
| C        | Rubén Garcés       | Valencia   | fine contratto |          |
| AC       | Andrae Patterson   | Manresa    | fine contratto |          |
| AP       | Juan Ignacio Jasen | Granada    | fine contratto |          |
| C        | Josep Mestres      | Siviglia B | fine contratto |          |

### Dopo l'inizio della stagione
| Acquisti | Acquisti      | Acquisti      | Acquisti    | Acquisti   |
| R.       | Nome          | da            | Data        | Modalità   |
| -------- | ------------- | ------------- | ----------- | ---------- |
| AG       | Ilian Evtimov | NCSU Wolfpack | aprile 2006 | definitivo |

| Cessioni | Cessioni          | Cessioni  | Cessioni      | Cessioni    |
| R.       | Nome              | a         | Data          | Modalità    |
| -------- | ----------------- | --------- | ------------- | ----------- |
| AG       | Adrián García     | Llíria    | dicembre 2005 | rescissione |
| C        | Rafael Vidaurreta | Saragozza | marzo 2006    | rescissione |